# Hafen von Houston
Der Hafen von Houston in Houston, Texas, ist der zweitgrößte Seehafen in den Vereinigten Staaten. Er zieht sich 40 km am Houston Ship Channel entlang. Die Hafeneinfahrt an der Galveston Bay wird von der Fred Hartman Bridge überspannt.

## Geschichte
Der moderne Hafen von Houston wurde aufgrund der höheren Hurrikansicherheit weiter im Inland angelegt und 1914 nach Fertigstellung des Houston Ship Channel eröffnet. Er entwickelte sich schnell zu einem wichtigen Ölhafen und Raffineriestandort. Bis 1925 wurde der Schifffahrtskanal auf 9 m Tiefe ausgebaggert. 1942 errichtete ARMCO hier ein Stahlwerk, es folgten Aluminiumhütten und Chemiewerke. Bis 1950/1953 wurden zwei Tunnel gegraben, die den vormaligen Fährverkehr ersetzten.
1956 nahm der Pionier Malcom McLean die Containerschifffahrt auf der Route Houston-New York auf. 1969 begann auch den Liniendienst mit Europa. Mit der Eröffnung des Containerterminals Barbours Cut in Morgan’s Point im Jahr 1977 wurde Houston zum größten Containerhafen am Golf von Mexiko. Nachdem die Kapazität nicht weiter vergrößert werden konnte, wurde bis 2007 ein weiteres Terminal (Bayport, ) gebaut. Zur Eröffnung des erweiterten Panamakanals 2016 wird der Hafen auf 13,7 m (45 Fuß) Tiefe ausgebaggert.

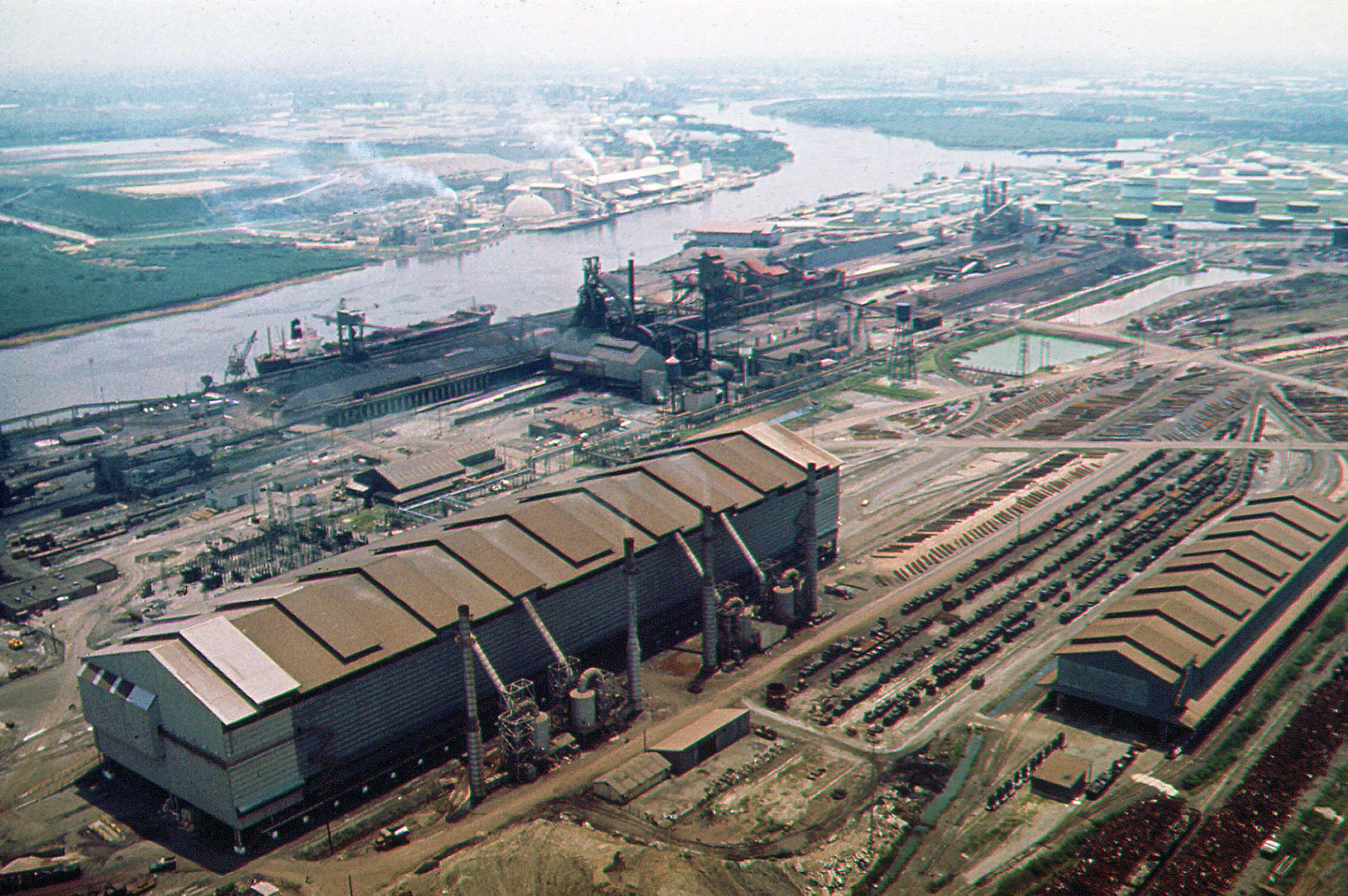
Ehemaliges ARMCO-Stahlwerk (1972)
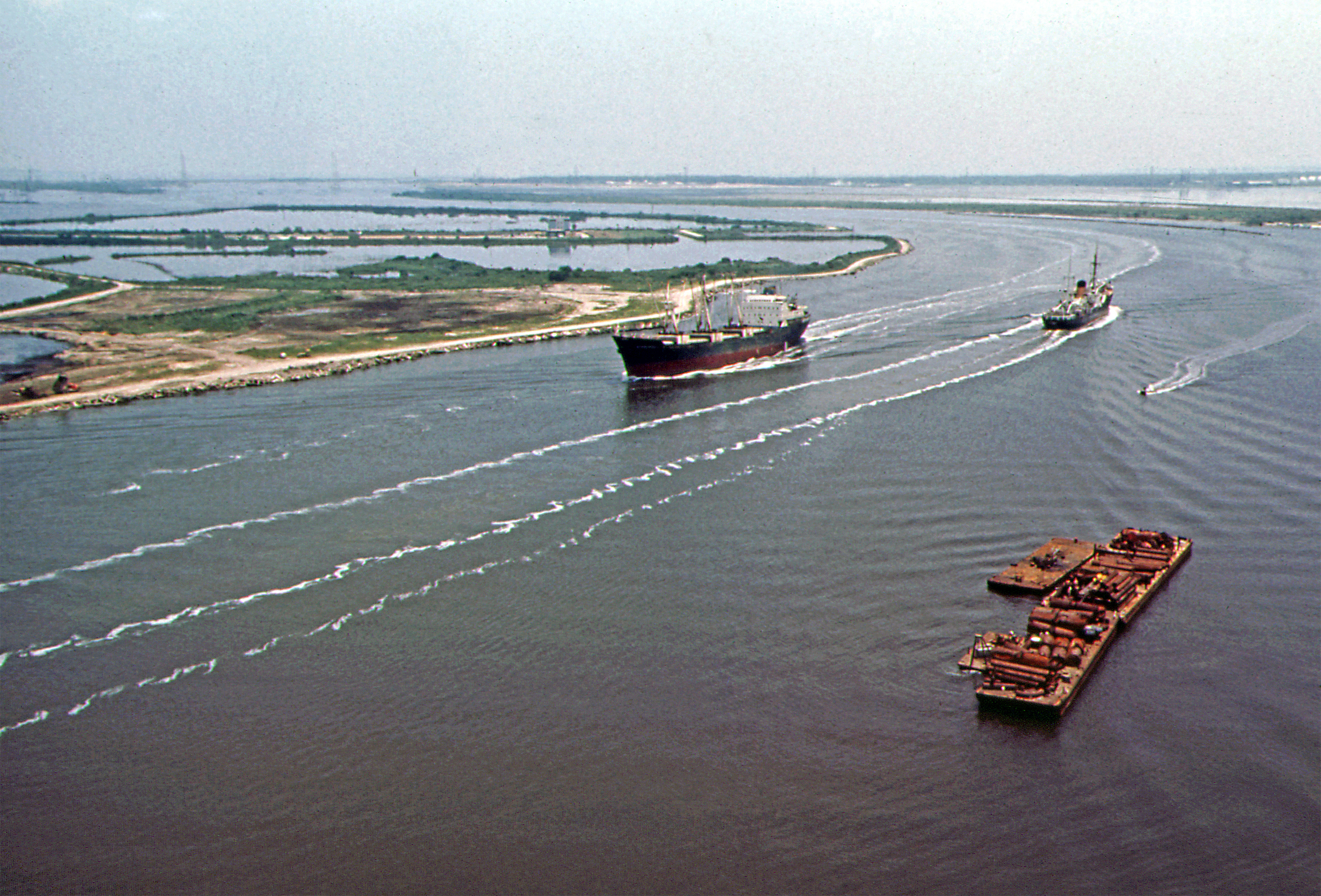
Houston Ship Channel (1972)
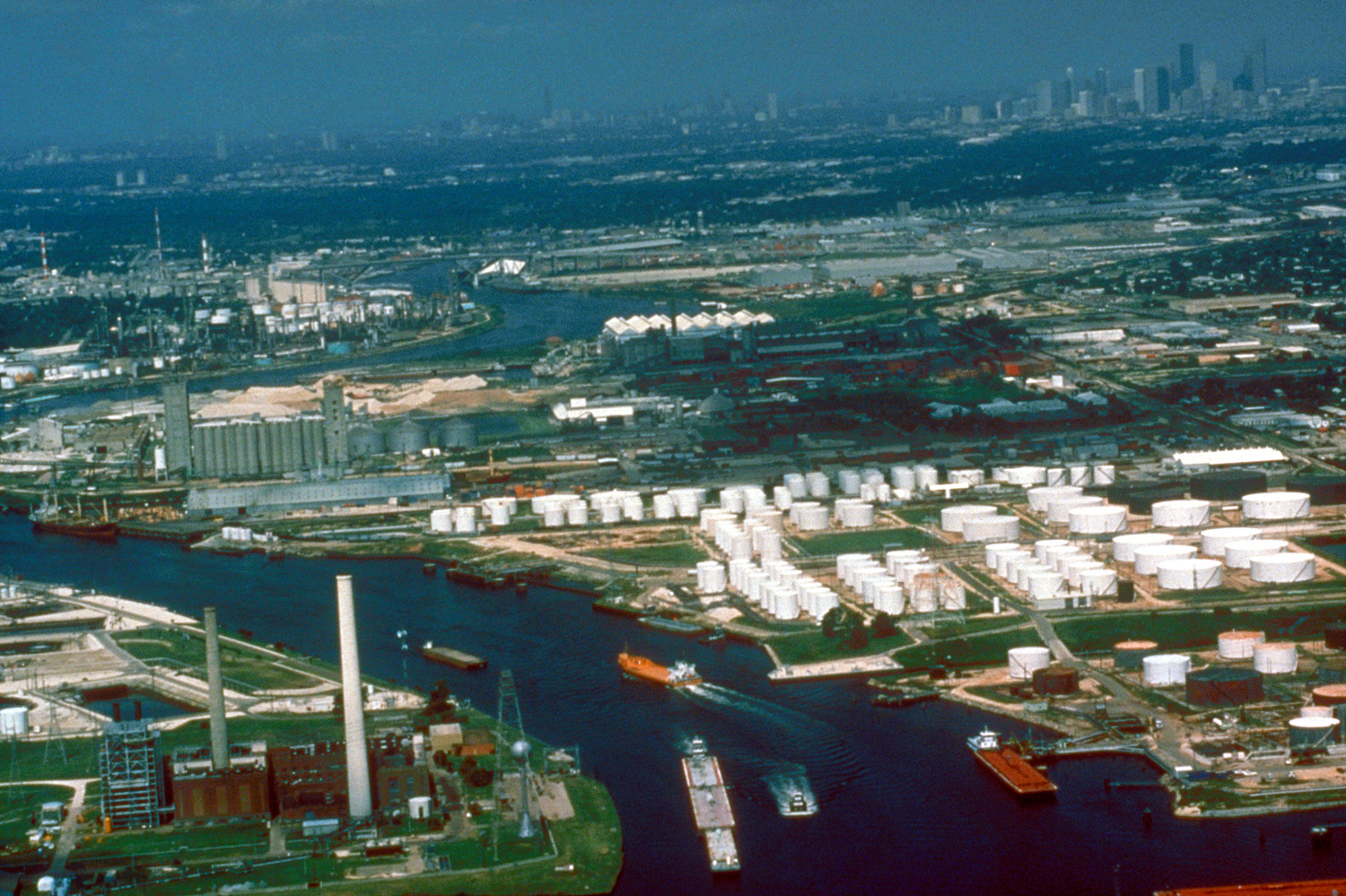
Houston Ship Channel bei Galena Park
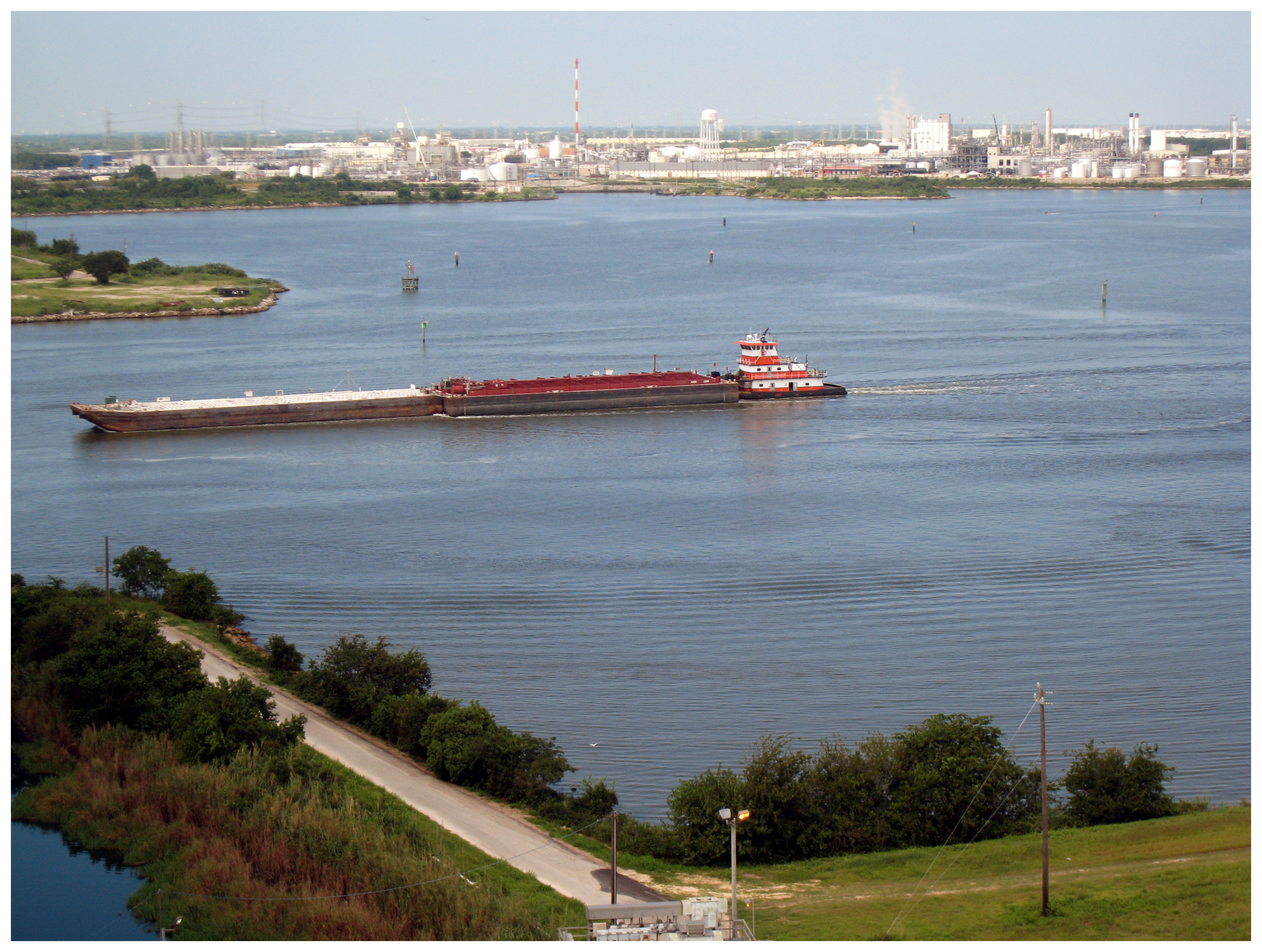
Houston Ship Channel, im Hintergrund Chemiewerk von DuPont

## Lage
Die Hafenanlagen erstrecken sich über die Verwaltungsgebiete von Houston und Harris County.

## Infrastruktur
Der Hafen ist über mehrere Highways an das Straßennetz angeschlossen. Die Port Terminal Railroad Association betreibt die mehr als 200 km lange Hafenbahn. Sie ist an das Netz der Union Pacific und der BNSF angebunden.